# LD&K Records
LD&K Records（エル・ディー・アンド・ケイ・レコード）は、日本のインディーズレーベル/レコード会社。1994年、「Living, Dining & Kitchen Records」として開始した。幅広いジャンルの音楽を扱い、これまでに500タイトル以上のリリースがある。運営は株式会社エル・ディー・アンド・ケイ。2004年から日本レコード協会準会員。音楽プロダクション業務の他に、カフェやレストラン、ライブハウス、スタジオ等を多数経営しており、本項にて扱う。

## 主なアーティスト
- 打首獄門同好会 (2010年〜)
- ガガガSP (2000年〜2001年, 2007年〜)2002年から2006年までソニー・ミュージックレコーズに所属。
- かりゆし58 (2006年〜)
- 日食なつこ (2012年〜)
- 東京サイコパス (2021年〜)
- ドラマチックアラスカ (2013年〜)
- プッシュプルポット (2021年〜)
- bokula (2021年〜)
- 湯木慧 (2017年〜)

## 元所属アーティスト
- Ailie (2007年)
- AiMEE (2014年)
- Airport (2008年〜2009年)
- Apila (2002年〜2004年)
- ARGYLE (2005年)
- AWICH (2007年)
- BAND俺屋 (2013年)
- Beau Young (2007年)
- BLACK DAHLIA (2010年)
- Blueground Undergrass (2006年)
- Bobbie's Rockin' Chair (2000年)
- BOILED FISH PASTE (2002年)
- BOURBONZ (2006年〜2009年)「JaaBourBonz」に改名しヤマハミュージックコミュニケーションズからメジャーデビュー(2011年-2012年)。
- CAMVAS (2009年〜2010年)
- Cave Gaze Wagon (1997年)
- cigarett (2000年)
- CITROBAL (1999年〜2000年)
- CooDoo's (2002年〜2005年)
- Counter Reset (2010年)
- Cybophonia (2003年)
- Cymbals (1997年〜1998年)
  - 土岐麻子 (2004年〜2006年, 2009年, 2012年)
- Daffy Strike (2006年〜2008年)
- DATSUN320 (2009年〜2011年)
- Degurutieni (2006年)
- DRINKPED (2010年)
- Electric Heavy Land (1997年)
- else' (1997年〜2001年)
- esrevnoc (2001年)エピックレコードジャパンから移籍。同年活動休止。
- Fee (2008年〜2010年)
- flex life (2000年〜2001年)2002年zetimaからメジャーデビュー(-2004年)。
- GIANT CHOP (1999年〜2000年)
- GOLLBETTY (2006年〜2007年)2008年トイズファクトリーからメジャーデビュー。2010年解散
- GHOST COMPANY (2011年〜2014年)
- G-YUN (2011年)
- hot hip trampoline school (2005年〜2006年)
- houseplan (1999年)
- Hystoic Vein (2011年)
- JACKAL SUS4 (2007年〜2008年)
- JAWEYE (2011年〜2014年)2015年Active-Standby Recordsへ移籍。
- Keito Blow (2002年, 2004年〜2008年)2002年から2003年までソニー・ミュージックレコーズに所属。
- KENSHU (2008年)
- KING BROTHERS (1999年)2001年東芝EMIからメジャーデビュー。
- hitori＃9 (2009年)
- knotlamp (2007年〜2011年)2012年Imperial Recordsからメジャーデビュー。2013年活動休止
- LOOSELY (2002年)2003年エピックレコードジャパンからメジャーデビュー
- LOVERS ROCREW (2009年)
- Lucy In The Sky (2008年)
- Matthew Pitts (2007年)
- MINOR SCHOOL (2008年)
- MY SUMMER PLAN (2008年〜2009年)
- NASH (2001年〜2002年)
- NORTHERN BRIGHT (2004年)
  - 新井仁 (2005年〜2006年)
    - SCOTT GOES FOR (2012年)
- NYAI (2019年〜2022年)
- OH!!マイキーズ (2015年)
- Our Hour (1998年)
- PLECTRUM (2001年)
- polyABC (2002年〜2003年)
- POW WOW (2006年)
- Quinka, with a Yawn (2003年)
- RAYMONDS (1998年〜1999年)
- REEFER (2000年〜2001年)
- Revision of Sence (2015年〜2021年)自主レーベル「BUSU RECORDS」を経て2021年解散
- Ricarope (2002年〜2007年)
- Roboshop Mania (2001年)
- roly poly rag bear (2000年)
- RONDONRATS (2009年〜2012年)
- Runt Star (2001年〜2004年)
- SAL the soul (2004年)
- →SCHOOL← (2008年)
- seewees (2007年〜2008年)
- SKAD MISSILE (2000年〜2003年)
- S-KLAPP (2008年)
- Sonic Coaster Pop (2001年)
- Sugar Mama (2004年〜2006年)2007年解散
- SUNNY SIDE SUPER STAR (2001年)
- Sylvia 55 (2000年〜2001年)
- Terry&Francisco (2006年)同年7月J-moreからメジャーデビュー。2007年頃活動停止
- THE DESCRIPTIONS (2009年)
- THE LIVING GARDEN (2009年)
- Too Much Too Young (2008年)
- TRIBECKER (2005年〜2007年)
- T.T.F.L (2003年〜2004年)
- TWING TWANG ACOUSTICS (2014年)
- Twinklestars (2011年)
- Uri Geller (2005年)
- vice versa (2006年)
- yes,mama ok? (金剛地武志) (1995年)
- アオキマミ (2010年)
- アメリカ☆ヤング (2001年)
- 池田正典 (2009年)
- 井上薫 (2009年)
- 宇田川別館バンド (2017年〜2019年)
- エミリー・D・モリナカ (2014年)
- オトノノート (2008年)
- オメでたい頭でなにより (2016年〜2018年)自主レーベル「NANIYORI RECORDS」を経て2018年ポニーキャニオンからメジャーデビュー。
- カルカヤマコト (2003年〜2013年)
- キイチビール&ザ・ホーリーティッツ (2019年〜2021年)2021年解散。
- 逆EDGE (2002年〜2008年)
- 極東ラヴァーズオーケストラ (2007年〜2008年,2014年)
- 口笛太郎Duo (2010年〜2012年)
- グミ (2017年)2017年解散。
- こどもぱんくオーケストラ (2012年)
- 紺風少年 (2007年)
- 五月女五月(さおとめさつき) (2011年〜2012年)2014年活動終了
- スカポンタス (2007年)ビクターエンタテインメントから移籍。2008年活動休止
- ストレイテナー (2000年〜2001年)自主レーベル「ghost record」を経て2003年東芝EMIからメジャーデビュー。
- 青春シャンプー (2009年〜2011年)
- 青春ミッドナイトランナーズ (2002年〜2007年)
- セックスマシーン (2002年〜2005年)
- ちぇるしぃ (1999年)
- チャッカマンズ (2003年)
- つじあやの (1998年)1999年SPEEDSTAR RECORDSからメジャーデビュー。
- 中ノ森文子 (2012年〜2022年)
- 夏待ちレスター (2005年〜2006年)
- なめくじバスターズ (2004年)
- 南波志帆 (2008年〜2009年)2010年ポニーキャニオンからメジャーデビュー。
- ハイ♂エナジー (2003年〜2004年)
- パク・ヘジン (2011年)
- バズマザーズ (2015年)
- 晴晴゛ (2003年)同年7月ソニーレコードからメジャーデビュー。2005年7月28日解散。
- ヒダカトオル(BEAT CRUSADERS、アーティストとしてではなく社員として勤めていた｡)
- ヒナタトカゲ (2021年〜2024年)
- ビンジョウバカネ (2005年)
- フレアオッズ (2008年)
- 舞華 (2014年)
- まえだまえだ (2008年)
- 牧伸二 (1995年)
- マニ★ラバ (2003年)2004年自主レーベル「青森レコード」設立。2007年解散。
- みうらじゅん (1999年〜2013年)
  - みうらじゅん&安齋肇 (2004年〜2013年)
  - ブロンソンズ (2003年)再発
- ミケトロイズ (2015年〜2016年)
- 『みちしたの音楽』 (2003年〜2004年)
- 密会と耳鳴り (2016年〜2017年)
- みなみ (2021年〜2023年)2024年解散。
- ミュンヘン・ソーセージ・オールスターズ (2008年)
- ミラクルオブライフ (2003年〜2005年)
- ミント・アフター・ディナー (1997年〜1998年)
- 向風 (2005年〜2008年)コロムビアミュージックエンタテインメントから移籍。2012年解散。
- メガマサヒデ (2004年〜2007年)
- メガロマニアックス (2000年〜2003年)
- 山本のりこ (2006年)
- ユナイテッドモンモンサン (2016年)
- ユーカリ SOUNDTRACK (2001年〜2006年)
- 行方知レズ (2005年)
- 羊毛とおはな (2007年〜2015年)
- ルースフォンチ (2007年)
- 六畳人間 (2009年)
- ヤングオオハラ (2019年〜2023年)2024年TRUST RECORDSに所属。
- 04 Limited Sazabys (2010年)2015年日本コロムビアからメジャーデビュー

## レーベル・作品
- LD&K international(洋楽）
- STAY FREEEE!!!!!!!!
- LONG PARTY RECORDS

### 過去に存在したレーベル
- RUFF and RUGGED records

## LD&K inc.
エル・ディー・アンド・ケイは、1991年3月、創業者 大谷秀政が企画・デザイン事務所の有限会社ビックボスとして設立した。同社内で1994年11月、音楽レーベル「Living, Dining & Kitchen Records」を開始。1995年11月、有限会社エル・ディー・アンド・ケイを設立し、2006年5月に株式会社となった。2022年5月にはLD&K HOLDINGSとしてグループ化。株主は変わらず100%大谷秀政。
LD&K Recordsの音楽プロダクション業務、自主レーベル業務などの他、飲食店やライブハウスの経営も行う。

### カフェ、レストラン
- カフェ - 宇田川カフェ（東京・渋谷）、桜丘カフェ（同）、道玄坂カフェ（同）、Cafe BOHEMIA（同）、FLAMINGO（同）、propaganda（東京・下北沢）、Cafe BOHEMIA心斎橋（大阪　心斎橋）他
- バー - 宇田川カフェ別館（東京・渋谷）、The Closet（同）、道玄坂教会（同）、Jazz Bar琥珀（同）、obo（東京・新宿）、鬼味噌田嶋屋（兵庫・神戸）、天国（福岡・大名）、KARIYUSHI COFFEE（沖縄・那覇）他
- レストラン - Bangkok Night（東京・銀座　六本木）、Pasta Fresca（東京・神田）、グレゴリー（東京・溜池）、焼山（大分・都町）他

### ライブハウス
- チェルシーホテル（東京・渋谷）
- スターラウンジ（東京・渋谷）
- Club Malcolm（東京・渋谷）
- 近未来会館（東京・渋谷）
- 渋谷音楽堂（東京・渋谷）
- 下北沢シャングリラ（東京・下北沢）
- 1000 CLUB（横浜）
- 新栄シャングリラ（名古屋）
- 梅田シャングリラ（大阪・梅田）
- TH-R HALL（大阪・吹田）
- 秘密（福岡・大名）
- 桜坂セントラル（沖縄・那覇）

### スタジオ
- LD＆Kスタジオ（東京・渋谷）
- 東中野スタジオ（東京・中野）
- STUDIO HYBRID（沖縄・那覇）

### ダンススタジオ
- KPDS（東京・新大久保）

### フォトスタジオ
- 神南澁谷藝術（東京・渋谷）